# Leichtathletik-Europameisterschaften 1978/20 km Gehen der Männer

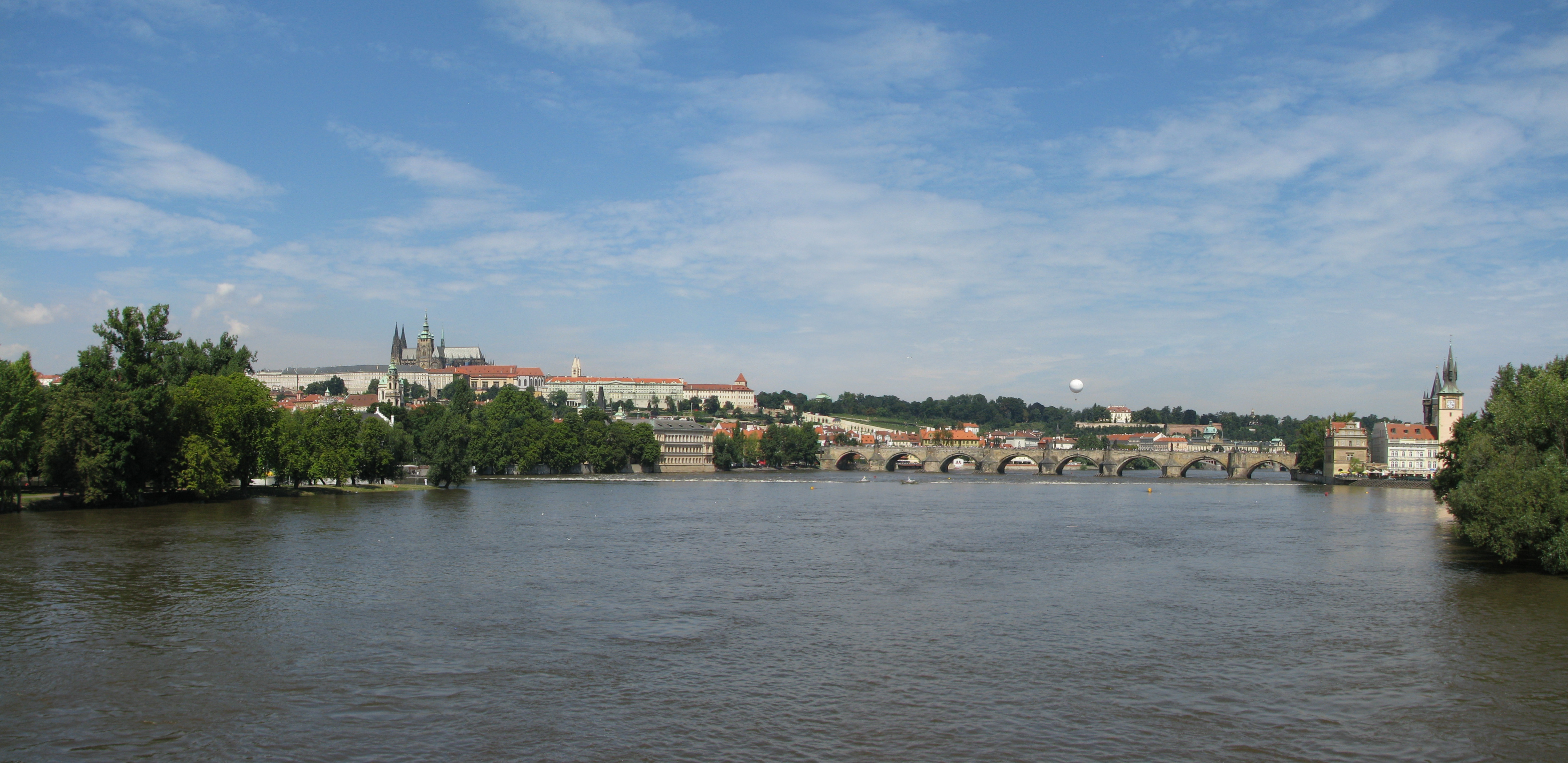
Prag im Panoramabild (Foto: 2011)

Das 20-km-Gehen der Männer bei den Leichtathletik-Europameisterschaften 1978 wurde am 30. August 1978 in den Straßen Prags ausgetragen.
In diesem Wettbewerb errang die Sowjetunion mit Silber und Bronze zwei Medaillen. Europameister wurde der DDR-Geher Roland Wieser, der dabei eine neue Weltbestzeit aufstellte. Er gewann vor Pjotr Potschintschuk. Bronze ging an Anatolij Solomin, der kurz zuvor Inhaber der nun wieder verbesserten Weltbestzeit geworden war.

## Rekorde / Bestleistungen
Anmerkung:

Rekorde wurden damals im Marathonlauf und Straßengehen wegen der unterschiedlichen Streckenbeschaffenheiten mit Ausnahme von Meisterschaftsrekorden nicht geführt.

### Bestehende Bestmarken
| Weltbestzeit         | 1:23:30 h   | Anatolij Solomin | Vilnius, Sowjetunion (heute Litauen) | 19. Juli 1978   |
| Europabestzeit       | 1:23:30 h   | Anatolij Solomin | Vilnius, Sowjetunion (heute Litauen) | 19. Juli 1978   |
| Meisterschaftsrekord | 1:27:20,2 h | Nikolai Smaga    | EM Budapest, Ungarn                  | 30. August 1966 |

### Rekordverbesserung
Europameister Roland Wieser aus der DDR verbesserte den bestehenden EM-Rekord im Wettbewerb am 30. August um 4:08,7 min auf 1:23:11,5 h und stellte damit gleichzeitig eine neue Weltbestzeit auf.

## Durchführung
Hier gab es keine Vorrunde, alle 29 Geher traten gemeinsam zum Finale an.

## Legende
Kurze Übersicht zur Bedeutung der Symbolik – so üblicherweise auch in sonstigen Veröffentlichungen verwendet:
| WBL | Weltbestleistung                         |
| DNF | Wettkampf nicht beendet (did not finish) |
| DSQ | disqualifiziert                          |

## Ergebnis

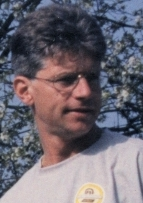
Hartwig Gauder (im Jahr 1994) wurde Siebter – im weiteren Verlauf seiner Karriere errang er große Erfolge, unter anderem Olympiasieger 1980, Europameister 1986, Weltmeister 1987
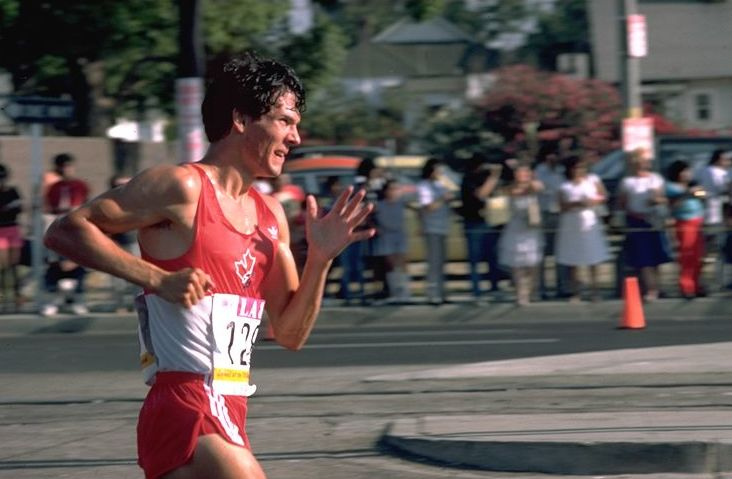
Dominique Guebey erreichte in diesem Wettbewerb nicht das Ziel
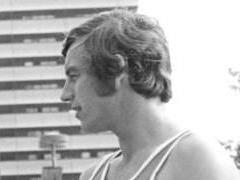
Der Olympiavierte von 1976 Karl-Heinz Stadtmüller wurde wie schon vier Jahre zuvor disqualifiziert – hier in Prag hatte er zuvor das Ziel bereits als zunächst Erstplatzierter erreicht

30. August 1978, 18:30 Uhr
| Platz | Name                   | Nation           | Zeit (h)      |
| ----- | ---------------------- | ---------------- | ------------- |
| 1     | Roland Wieser          | DDR              | 1:23:11,5 WBL |
| 2     | Pjotr Potschintschuk   | Sowjetunion      | 1:23:43,0     |
| 3     | Anatolij Solomin       | Sowjetunion      | 1:24:11,5     |
| 4     | Borys Jakowlew         | Sowjetunion      | 1:24:27,9     |
| 5     | José Marín             | Spanien          | 1:24:38,1     |
| 6     | Maurizio Damilano      | Italien          | 1:24:57,5     |
| 7     | Hartwig Gauder         | DDR              | 1:25:15,7     |
| 8     | Roberto Buccione       | Italien          | 1:25:40,9     |
| 9     | Bohdan Bułakowski      | Polen            | 1:25:56,8     |
| 10    | Bo Gustafsson          | Schweden         | 1:26:13,2     |
| 11    | Gérard Lelièvre        | Frankreich       | 1:26:42,3     |
| 12    | Alessandro Pezzatini   | Italien          | 1:26:44,2     |
| 13    | Juraj Benčík           | Tschechoslowakei | 1:27:47,4     |
| 14    | Svetozár Blažek        | Tschechoslowakei | 1:27:48,3     |
| 15    | Lucien Faber           | Luxemburg        | 1:29:19,7     |
| 16    | Stanisław Rola         | Polen            | 1:29:22,0     |
| 17    | Imre Stankovics        | Ungarn           | 1:29:33,3     |
| 18    | Štefan Petrík          | Tschechoslowakei | 1:30:08,4     |
| 19    | Owe Hemmingsson        | Schweden         | 1:30:44,2     |
| 20    | Alfons Schwarz         | BR Deutschland   | 1:31:17,6     |
| 21    | Roger Mills            | Großbritannien   | 1:31:52,5     |
| 22    | Yancho Kamenov         | Bulgarien        | 1:32:08.9     |
| 23    | Erling Andersen        | Norwegen         | 1:32:13,0     |
| 24    | Alf Brandt             | Schweden         | 1:32:41,7     |
| 25    | Brian Adams            | Großbritannien   | 1:33:08.2     |
| 26    | Amos Seddon            | Großbritannien   | 1:34:17,8     |
| 27    | Knut Arne Strømøy      | Norwegen         | 1:36:01,9     |
| DNF   | Dominique Guebey       | Frankreich       |               |
| DSQ   | Karl-Heinz Stadtmüller | DDR              |               |